# ندوکا موریسون اوزوکوو
ندوکا اوزوکوو (Nduka Morrisson Ozokwo) زاده ۲۵ دسامبر ۱۹۸۸) یک بازیکن فوتبال اهل کشور نیجریه است.

## حرفه باشگاهی
اوزوکوو در انوگو نیجریه به دنیا آمد و کار خود را در تیم محلی انوگو رنجرز آغاز کرد، او به تیم فرانسوی OGC Nice رفت و مدت کوتاهی قبل از بسته شدن پنجره نقل و انتقالات تابستان ۲۰۰۷ قراردادی یک ساله امضا کرد، در باشگاه کوت دازور او در کنار هموطنش اونیکاچی آپام، که همچنین بازیکن سابق انوگو رنجرز بود، بازی کرد.
نیس تصمیم گرفت قرارداد خود را در تابستان ۲۰۰۹ تمدید نکند، بنابراین اوزوکوو تا پایان سال به انوگو رنجرز بازگشت
در ژانویه ۲۰۱۰، او با قراردادی شش‌ماهه به تیم لیگ اول بولوسپور TFF پیوست.

## حرفه بین‌المللی
نماینده کشورش در مسابقات قهرمانی جوانان آفریقا در سال ۲۰۰۷ بود که تیمش تا کنگو نایب قهرمان شد.
پس از آن، او در جام جهانی ۲۰۰۷ زیر ۲۰ سال در کانادا کاپیتان تیم شد، جایی که پیراهن شماره ۹ را به تن کرد و تیم در مرحله یک چهارم نهایی خارج شد.